# Lego Indiana Jones: The Original Adventures
Lego Indiana Jones: The Original Adventures är ett datorspel från 2008 som bygger på de tre första filmerna om arkeologen och äventyraren Indiana Jones. Spelet har producerats av LucasArts och släpptes den 3 juni 2008 i Nordamerika och tre dagar senare i Europa till PC, PlayStation 2 och 3, PlayStation Portable, Xbox 360, Nintendo DS och Wii. Spelet liknar till stora delar Lego Star Wars-spelen.
Spelet följer i stort sett handlingen i de tre första Indiana Jones-filmerna (Jakten på den försvunna skatten, De fördömdas tempel och Det sista korståget) men har modifierats så att spelet består av sex banor per film. Mellan banorna visas korta filmsekvenser med scener från filmerna, men med 3D-animerade legogubbar i rollerna och lite mer humoristisk och barnvänlig handling.